# Ривьер, Осборн
Фрэнсис Осборн Ривьер (англ. Francis Osborne Riviere; 10 февраля 1932, Колио, Доминика, Британские Подветренные острова — 23 ноября 2017, Ле-Ламантен, Мартиника, Франция) — политический и дипломатический деятель Доминики.

## Биография
В 1996—2000 годах был оппозиционным сенатором. 18 января 2000 года стал министром иностранных дел и торговли, сменив на этой должности премьер-министра Пьера Чарльза. В 2004 году исполнял обязанности премьер-министра после смерти Пьера Чарльза, затем его спустя двое суток сменил Рузвельт Скеррит. Кроме того, занимал должность министра торговли.
После всеобщих выборов 2005 года решил уйти из политики. Осборн Ривьер был членом Доминикской лейбористской партии. Скончался 23 ноября 2017 года в возрасте 85 лет.